# 반도시
반도시(일본어: 坂東市)는 일본 이바라키현 남서부에 있는 시이다.

## 역사
- 1889년 - 정촌제 시행으로 사시마군에 속하는 11개 촌이 성립하였다.
- 1900년 7월 4일 - 이와이촌이 정으로 승격해 이와이정이 되었다.
- 1954년 - 구쓰카케촌이 정으로 승격해 구쓰카케정이 되었다.
- 1956년 - 구쓰카케정, 도미사토촌이 합병해 사시마군 도미사토정이 되었고 동시에 개칭해 사시마정이 되었다.
- 1972년 - 이와이정이 시로 승격해 이와이시가 되었다.
- 2005년 3월 22일 - 이와이시, 사시마군 사시마정이 신설 합병해 반도시가 되었다.

## 교통

### 철도
- 동일본 여객철도 미토선
- 간토 철도 조소선
- 모카 철도 모카선

### 도로
- 국도 제354호선

## 인구
| 연도 | 인구   | ±%     |
| ---- | ------ | ------ |
| 1920 | 37,015 | —      |
| 1930 | 39,661 | +7.1%  |
| 1940 | 42,007 | +5.9%  |
| 1950 | 51,707 | +23.1% |
| 1960 | 48,176 | −6.8%  |
| 1970 | 48,853 | +1.4%  |
| 1980 | 55,204 | +13.0% |
| 1990 | 58,699 | +6.3%  |
| 2000 | 58,673 | −0.0%  |
| 2010 | 56,110 | −4.4%  |